# British Car Trophy
Die British Car Trophy (BCT) ist eine deutsche Rennserie für englische Autos, die seit 2001 organisiert wird.

## Überblick
Die Veranstaltungen der BCT werden in der Regel gemeinsam mit der ABARTH COPPA MILLE und der NSU-Trophy als Zusammenschluss zum Kampf der Zwerge auf Strecken in Deutschland und dem benachbarten Ausland ausgerichtet. Im Jahr 2013 startet die BCT in Hockenheim (2×), Spa-Francorchamps, am Nürburgring (2×) und in Zolder. In den vergangenen Jahren ist die BCT auch auf dem Circuit Goodyear in Colmar-Berg (Luxemburg), Zandvoort (Niederlande), Assen (Niederlande) und dem Osnabrücker Bergrennen gestartet.
Beim Oldtimer Festival um den Jan Wellem Pokal des DAMC 05 gehört die BCT – gemeinsam mit ihren Partnerserien – seit Jahren zu den absoluten Publikumslieblingen. Die Zuschauer verfolgen den Auftritt beim „Kampf der Zwerge“ regelmäßig mit großer Spannung.

## Reglement
Das Motto der BCT lautet: „best fun racing“. Insofern ist es das Ziel der Organisatoren, den Teilnehmern lizenzfreien und kostengünstigen Motorsport anzubieten. Zur Wertung der BCT sind ausschließlich englische Fahrzeuge mit A oder A+ Motor zugelassen; dies können Tourenwagen, GTs oder Sportwagen sein. Somit kann der verwendete Motorblock entweder ein A oder A+ sein. Damit ist das Reglement sehr stark auf den Mini ausgerichtet.
Die Fahrzeuge sind in zwei Leistungsklassen Gruppe 1 – seriennahe Fahrzeuge und Gruppe 2 – verbesserte Fahrzeuge eingeteilt.

### Die seriennahen Fahrzeuge der BCT-Gruppe 1

#### Seriennahe Gruppe bis 2009
Bei den seriennahen Fahrzeugen waren ausschließlich Mini (außer Cooper S) sowie Innocenti 850, 1001, Cooper 1300, Innocenti 90L, 120L, 120 Detomaso zugelassen. Zur Kostenreduzierung durfte die maximale Leistung eines Gruppe-1-Fahrzeugs 85 PS betragen.

#### Seriennahe Gruppe ab 2009 -- Heute
Die seriennahe Gruppe der British Car Trophy wurde 2009 neu definiert. Angelehnt an die britische Mighty Minis Serie starten in der Gruppe 1 nun sog. SPI Mini mit Single Point Injection, die zwischen 1991 und 1996 gebaut wurden. Mit diesem seriennahen Konzept wird das Ziel verfolgt, Motorsport zu vergleichsweise überschaubaren Kosten anzubieten. Durch das strenge Reglement haben alle Fahrzeuge eine echt vergleichbare Motorleistung.

### Die verbesserten Fahrzeuge der BCT-Gruppe 2
Im Bereich der verbesserten Fahrzeuge sind neben dem Mini auch weitere britische Fahrzeuge zugelassen. Daher starten hier u. a. auch Fahrzeuge von GTM, Ginetta oder Triumph. Das gesamte Reglement ist sehr freizügig und lässt viel Spielraum für Individualität zu. Die leistungsstärksten Fahrzeuge liegen bei ca. 145 PS und sind im Gegensatz zur Gruppe 1 meist reinrassige Rennwagen, die nicht mehr für den Straßenverkehr zugelassen werden können.